# Buritis (Rondônia)
Buritis is een gemeente in de Braziliaanse deelstaat Rondônia. De gemeente telt 39.044 inwoners (schatting 2017).

## Aangrenzende gemeenten
De gemeente grenst aan Alto Paraíso, Ariquemes, Campo Novo de Rondônia, Monte Negro, Nova Mamoré en Porto Velho.